# Anne (rivière)
Pour les articles homonymes, voir Anne (homonymie).
La rivière  Anne  (en anglais : Anne River) est une petite rivière de la région de Canterbury, dans l’île du Sud de la Nouvelle-Zélande. 

## Localisation
Elle prend naissance près du col d'Anne Saddle et s’écoule vers l’Est puis vers le Nord sur approximativement ̣6 kmˌ jusqu’à sa rencontre avec la rivière Henry, qui est elle-même un affluent de la rivière Waiau. Le « St James Walkway » (en), est un chemin de randonnée populaire, qui suit la rivière Anne sur toute sa longueur, et le refuge « Anne » est localisé près de l’embouchure de la rivière.
- Source :42° 23′ 51,59″ S, 172° 28′ 41,93″ E —
- Embouchure :42° 21′ 06,78″ S, 172° 31′ 09,16″ E —